# Богатыревич, Бронислав
Бронислав Богатыре́вич (пол. Bronisław Bohatyrewicz, бел. Браніслаў Багатырэвіч; 24 февраля или 24 апреля 1870, Гродно — 1940, Смоленская область) — польский военачальник, генерал бригады Войска Польского.
Родился в шляхетской семье (герба Остоя). Был офицером русской армии. Организатор и руководитель самообороны Гродно в 1918—1919 годах. В 1919—1920 годах — командир 81-го пехотного полка, участник советско-польской войны. В 1923—1926 годах — командир пехоты 18-й пехотной дивизии и исполняющий обязанности командира этой дивизии. С 1927 года — генерал бригады, вышел в отставку.
После занятия восточных польских территорий Красной Армией в сентябре 1939 года был арестован, несмотря на то, что уже свыше десяти лет находился в отставке, и ему шёл 70-й год. Находился в Козельском лагере. Расстрелян в Катыни.
Один из двух генералов (вторым был Мечислав Сморавинский), тела которых были идентифицированы во время эксгумации в 1943 году.

## Награды
- Серебряный крест ордена «Virtuti Militari» (№ 6843)
- Крест Храбрых — четырежды
- Серебряный крест Заслуги